# Área salvaje Lizard Head
El área salvaje Lizard Head (del inglés: Lizard Head Wilderness) es un área salvaje o virgen localizada en el suroeste de Colorado, Estados Unidos. Cuenta con 167,17 km² y es administrada conjuntamente por el bosque nacional Uncompahgre y el bosque nacional de San Juan. Se encuentra a 16 km al suroeste de la ciudad de Telluride y lleva el nombre de una prominente formación rocosa que se dice que parece la cabeza de un lagarto. Debido a la inclinación de los acantilados y la mala calidad de la roca para la fijación de las cuerdas, solo los montañeros experimentados deberían intentar escalar la cumbre de la torre. Otros 60 km de senderos en este sitio son poco frecuentados, también es algo extenuante su ingreso y debe ser intentado por los mochileros más avanzados.
El área incluye tres fourteeners —montañas de más de 14 000 pies de altitud— relevantes: el pico Diente 4316 m, el pico Wilson 4272 m y el monte Wilson 4342 m. El área incluye la cabecera del ramal oeste del río Dolores, un gran afluente del río Colorado.
Esta área es protegida por el Servicio Forestal de los Estados Unidos.